# 3192 км
3192 км — населённый пункт в Чулымском районе Новосибирской области. Входит в Кокошинский сельсовет.

## Топоним
До 2017 года официальное название — Остановочная Платформа 3192 км, позже изменено, как и у других НП, областным законом (исключены слова «остановочная платформа»).

## География
Площадь населённого пункта — 2 га.

## История
Населённый пункт появился при строительстве железной дороги. В селении жили семьи тех, кто обслуживал железнодорожную инфраструктуру Транссибирской железнодорожной магистрали «Новосибирск—Татарск». 

## Население
| 2002 | 2007 | 2010 |
| ---- | ---- | ---- |
| 4    | ↘2   | →2   |

## Инфраструктура
В населённом пункте по данным на 2007 год отсутствует социальная инфраструктура.
Путевое хозяйство Западно-Сибирской железной дороги.

## Транспорт
Автомобильный и железнодорожный транспорт.
Действует остановочная платформа 3192 км. В пешей доступности автомобильная дорога федерального значения Р-254 Иртыш.